# ×Agroelymus turneri
Agroelymus turneri là một loài thực vật có hoa trong họ Hòa thảo. Loài này được Lepage mô tả khoa học đầu tiên năm 1952.